# Крапивино (Кирилловский район)
Крапивино — деревня в Кирилловском районе Вологодской области.
Входит в состав Алёшинского сельского поселения, с точки зрения административно-территориального деления — в Ивановоборский сельсовет.
Расстояние до районного центра Кириллова по автодороге — 18 км, до центра муниципального образования Шиндалово по прямой — 1,7 км. Ближайшие населённые пункты — Шексна, Иванов Бор, Шаврово, Шиндалово.
По переписи 2002 года население — 12 человек.